# Dillinger (zanger)
Dillinger, artiestennaam van Lester Bullock, (Kingston (Jamaica), (25 januari 1953) is een Jamaicaanse reggae-artiest.

## Levensloop
Dillinger was deel van de tweede golf van dj's en toasters die in de jaren '70 vanuit Jamaica opkwam. Voor zijn humoristische songteksten werd Dillinger geïnspireerd door Big Youth, U Roy en Dennis Alcapone.
Dillinger groeide op in Kingston, Jamaica en hing vaak rond in Dennis Alcapone's El Paso Setup. Zijn optreden leidde tot een volledig eigen concert in Jackie's Sound System. Alcapone had zijn artiestennaam overgenomen van de beruchte Amerikaanse gangster, waarop Dillinger de naam van de evenzeer beruchte misdadiger John Dillinger aannam.
Dillinger scoorde in 1977 in Nederland een nummer 1-hit met Cokane In My Brain, maar wist met geen enkele andere single de Nederlandse Top 40 of de Nationale Hitparade te bereiken.

## NPO Radio 2 Top 2000
| Nummer met noteringen in de NPO Radio 2 Top 2000 | '99  | '00 | '01  | '02  |
| ------------------------------------------------ | ---- | --- | ---- | ---- |
| Cocaine in My Brain                              | 1684 | -   | 1530 | 1925 |

1. ↑  Een '-' betekent dat het nummer niet was genoteerd en een vetgedrukt getal geeft de hoogste notering aan.
2. ↑  Deze tabel is bijgewerkt tot en met de laatste editie (2024).

- Bibliothèque nationale de France: cb13893284z (data)
- Gemeinsame Normdatei: 134359429
- International Standard Name Identifier: 0000 0000 5514 8206
- Library of Congress Control Number: n94098376
- MusicBrainz: 0e5bb99d-0c7a-479e-9287-9b55d77de331
- Nationale Bibliotheek van Tsjechië: xx0164025
- Virtual International Authority File: 63243595